# Manuel Egaña
Manuel Rafael Egaña Barroeta (Zaraza, Estado Guárico), 24 de enero de 1900 - Caracas, 16 de diciembre de 1985) fue un jurista, economista y político venezolano, de destacada figuración en la administración pública venezolana contemporánea. Fue Ministro de Fomento en tres ocasiones, así como también diplomático, parlamentario, Presidente del Congreso Nacional, Consultor Jurídico y Director en varios Despachos Ejecutivos y miembro de numerosas comisiones ad hoc, designadas para estudiar problemas económicos específicos o redactar proyectos de ley. En el ámbito privado, se dedicó a la ganadería y agricultura, así como también al análisis de la economía venezolana, faceta que desarrolló como escritor de libros y artículos de opinión en la prensa nacional.

## Biografía

### Formación académica
Culminó la enseñanza media en su pueblo natal y siendo muy joven se trasladó a Caracas en busca de superación intelectual. Se inscribe en la Universidad Central de Venezuela pero tiene que iniciar sus estudios de Derecho en la Escuela de Ciencias Jurídicas de la Santa Capilla, debido a que el gobierno de Juan Vicente Gómez había clausurado la Universidad por actos de rebelión estudiantil vinculados con protestas en contra del sistema político de la época. Allí recibe instrucción de los fundadores del Derecho moderno en Venezuela, como Esteban Gil Borges y Pedro Itriago Chacín entre otros. Junto con un grupo de compañeros funda el Centro de Estudiantes de Derecho, organización que va a tener influencia preponderante en la Federación de Estudiantes de Venezuela y en las luchas estudiantiles de años venideros. Siendo aún estudiante, ingresó a la administración pública con el cargo de Oficial del Ministerio de Relaciones Exteriores.

### Sociedad de Naciones
Se gradúa de doctor en Ciencias Políticas a los 25 años. Dos años después viaja a Washington D. C. como agregado civil en la Legación venezolana, siendo después designado Secretario de la Delegación de Venezuela ante la Sociedad de Naciones. Aprovecha sus cargos diplomáticos para estudiar y perfeccionarse en el exterior. En Washington se encuentra con el intelectual y paisano Alberto Adriani, a quien había conocido en Caracas en 1918 y con quien trabó una sólida amistad tras haber convivido durante poco más de un año en la misma residencia. Adriani le despierta un gran interés por el estudio de la Economía Política y por los problemas económicos del país, temas que se convertirían en su verdadera vocación.

### Banco Agrícola y Pecuario
Regresa a Venezuela en 1929, ya con sólidos conocimientos jurídicos y económicos y empieza a trabajar como consultor jurídico del Banco Agrícola y Pecuario; allí se familiariza con la problemática económica nacional afectada para entonces por la depresión de los años treinta. A comienzos de la presidencia de Eleazar López Contreras ingresa al Ministerio de Hacienda, en donde ocupa altas posiciones y junto a su gran amigo Adriani, inicia estudios tendientes a lograr una transformación del país. Siempre junto a Adriani, funda la Revista de Hacienda, publicación que recoge importantes trabajos de tipo fiscal y financiero de interés para la Nación. Su momento culminante en ese Despacho ejecutivo ocurre luego del fallecimiento de Adriani, cuando asume como Ministro interino por espacio de 22 días. Se dedica posteriormente por un breve tiempo a la actividad docente como Profesor de Hacienda Pública en la Universidad Central de Venezuela, aprovechando el acopio de conocimientos que ha hecho en materia fiscal durante su actividad pública. En 1937 es junto a Arturo Uslar Pietri, Pastor Oropeza y Aurelio Arreaza Arreaza, Ramón Díaz Sánchez y Manuel Felipe Rugeles, uno de los promotores del Partido Agrario Nacional, de muy corta duración.

## Trayectoria política

### Ministro de Fomento (1938-1941)
En 1938 el presidente López Contreras -quien se ha percatado de su talento y capacidad de organización- lo llama a formar parte del Gabinete ejecutivo en calidad de Ministro de Fomento, cargo que asume con la misión de crear el Banco Central de Venezuela. En 1941 es electo senador por el estado Guárico, su tierra natal. Durante su actuación parlamentaria contribuye a hacer realidad muchas de las ideas que expuso en las Memorias del Ministerio de Fomento. El nuevo presidente, Isaías Medina Angarita, lo comisiona para que condense los principios de la política petrolera de 1941 en la Ley de Hidrocarburos de 1943. Como parlamentario y experto en materias fiscales trabaja activamente en la Ley de Impuesto sobre la Renta que se sanciona en 1944. Asimismo, gracias a la experiencia y conocimientos adquiridos en el Ministerio de Fomento sobre la problemática minera, se interesa en la elaboración de un anteproyecto de Ley que se materializa en la Ley de Minas de 1945. En 1944 es elegido Presidente del Congreso Nacional.
A raíz del golpe de Estado de octubre de 1945, suspende momentáneamente su carrera política y vuelve a la actividad privada. Para entonces se había ganado el respeto de todos los actores de la escena política en el país, incluso de aquellos que adversaban a los regímenes de los cuales el formó parte. En materia intelectual ese período fue para él altamente productivo, dedicándose al estudio y reflexión acerca de los problemas del país sobre la base de las experiencias adquiridas y al desenvolvimiento reciente del acontecer económico. Realiza una prolífica labor periodística, colaborando como columnista en periódicos caraqueños de circulación nacional, como "El Nacional", "El Universal", "El Heraldo" y "La Esfera"; recogiendo y ampliando posteriormente sus artículos en la obra Tres Décadas de Producción Petrolera (1947).
Egaña asume por primera vez como Ministro de Fomento en 1938, con la especial misión de que se encargue de la creación del Banco Central de Venezuela, cometido que cumplió cabalmente pero que absorbió prácticamente la totalidad de la gestión en su periodo al frente del Ministerio. En tal sentido, el presidente López Contreras ya lo había designado -con un año de antelación- como jefe de la comisión que para el estudio de la organización y funcionamiento de los bancos centrales en Norte y Sur América. La comisión visitó las ciudades de Nueva York y Washington, en Estados Unidos; Ottawa, en Canadá; Buenos Aires, en Argentina; Santiago, en Chile; Lima, en Perú y Bogotá, en Colombia, en donde ya se encontraban en funcionamiento instituciones similares a la que se crearía en Venezuela. Al regreso de la gira, Egaña es designado ministro y se pone junto con su equipo de expertos a trabajar en los proyectos de ley para el BCV, el cual fue finalmente basado en los modelos encontrados por la comisión en Chile y Canadá.
Paralelamente y en su tenor de Ministro, Egaña dedica tiempo para estudiar la problemática petrolera y pone en práctica una política de corte nacionalista basada en diez puntos, la cual va a servir de base para la Ley de Hidrocarburos sancionada en 1943. Ordena la exploración sistemática de la región Guayana para conocer su potencial aprovechable, modernizando así la plataforma estadística estatal. Su diagnóstico de la economía del país fue finalmente plasmado en las memorias presentadas al Congreso Nacional en 1941. Fundó además la Revista Fomento, en la cual se publican estudios técnico-económicos y se discuten problemas de desarrollo nacional. Dicha revista constituyó el más importante órgano de difusión de tales estudios en el país.

### Ministro de Fomento (1949-1950)
En 1949 es llamado por el presidente de la Junta de Gobierno, Carlos Delgado Chalbaud, para que se encargue nuevamente del Ministerio de Fomento, cargo al que renuncia a finales de 1950 como consecuencia del asesinato del dictador, a quien Egaña tenía en mucha estima.
En 1949 durante su segunda oportunidad al frente de la cartera de Fomento, centra su atención en el diseño de una política de sustitución de importaciones, para lo cual resulta necesario realizar negociaciones tendientes a la revisión del Tratado de Reciprocidad Comercial con Estados Unidos y adoptar una serie de medidas complementarias. Implementa y pone en marcha exitosamente esta política. Envía una Misión al Medio Oriente a establecer contacto con los países productores de petróleo de esa región para así explorar las posibilidades de crear una organización que defienda los precios del petróleo.
Percibiendo la complejidad que ha adquirido el Ministerio de Fomento y la necesidad de hacer más eficiente la atención a los asuntos petroleros, recomienda al gobierno nacional la creación de un despacho especializado para ello, recomendación que se materializó con la creación del Ministerio de Minas e Hidrocarburos a finales de 1950, en momentos en que Egaña renunciaba al gabinete. 
Durante este segundo periodo, reorganizó la Revista de Fomento, creó el Anuario Petrolero de Venezuela y publicó su obra Labores Fiscales y Económicas de nuestros Primeros Congresos, en 1950. Presentó además un importante programa de desarrollo de infraestructura para Venezuela que centró en tres aspectos prioritarios: riego, caminos y electrificación. Este proyecto entre otras cosas, preveía la construcción de un canal que uniría al río Orinoco con el mar atravesando el estado Guárico de sur a norte.

### 23 de enero de 1958
En 1958 tiene una participación decisiva en los sucesos del 23 de enero de ese año, que culminaron con el derrocamiento del régimen de Marcos Pérez Jiménez y el retorno a la democracia en Venezuela, como integrante de la Junta Patriótica, junto a Wolfgang Larrazábal y Pedro Emilio Herrera.

### Ministro Plenipotenciario en Canadá
En 1959 vuelve a la actividad diplomática, esta vez como Ministro Plenipotenciario de Venezuela en Canadá. El asombroso crecimiento económico que para entonces experimentaba aquel país le impresiona profundamente y se dedica a observar con gran cuidado la economía canadiense, particularmente en el aspecto petrolero. Recopila toda la información aplicable a su país y la envía a la Cancillería, resumiendo además sus impresiones en un artículo que hace pública a través del diario El Nacional.

### Ministro de Fomento (1964)
En 1964 vuelve a ocupar -por tercera vez- el cargo de Ministro de Fomento durante el gobierno de Raúl Leoni, aunque por un breve plazo de ocho meses. A comienzos de la década de 1970 sus inquietudes intelectuales se orientan al estudio de la problemática internacional dominada por la crisis energética de la época. En el ámbito nacional expresa preocupación por la relativa proximidad del proceso de reversión de las concesiones petroleras. Escribe numerosos artículos en donde sustenta el criterio de que es necesario anticiparse a la reversión.
En 1964 ocupa por tercera vez el cargo de Ministro de Fomento, ya con los asuntos petroleros y mineros bajo competencia del Ministerio de Minas e Hidrocarburos. La política industrial y comercial son ahora las responsabilidades específicas del despacho. Diseñó una moderna política industrial para sustituir no solamente la importación de bienes de consumo sino también bienes intermedios y de capital. Dedicó parte de su esfuerzo al estudio de las posibilidades de ingreso de Venezuela a la Asociación Latinoamericana de Libre Comercio (ALALC). Sus inquietudes sobre la integración económica latinoamericana han quedado reflejadas en su obra La Comunidad Económica Europea, publicada en 1967.

### Ley de Hidrocarburos
Posteriormente, cuando el Gobierno de Carlos Andrés Pérez decide nacionalizar la industria y el comercio de hidrocarburos, participa activamente en los equipos de asesores a quienes se les encomiendan los estudios para la implementación de este proceso. Una vez realizada la nacionalización, formó parte de una Comisión de Juristas designada por el Gobierno para redactar una nueva Ley de Hidrocarburos, en concordancia con el nuevo escenario de la industria nacionalizada.

## Últimos años
Antes de concluir esa década publica las obras "Consideraciones sobre la Evolución del Derecho Minero y de Hidrocarburos en Venezuela", en 1975 y "Venezuela y sus Minas", en 1979. Ese año, con motivo de cumplirse cuarenta años de la promulgación de la Ley del Banco Central, además de recibir un amplio reconocimiento por su labor relacionada con la creación de ese Instituto, contribuye con la edición de una serie de obras conmemorativas y publica en varios volúmenes el trabajo titulado "Documentos Relacionados con la creación del Banco Central de Venezuela". Luego de 1980 se retira de la actividad pública hasta su fallecimiento en 1985.